# إد هاي
إد هاي (بالإنجليزية: Ed High)‏ هو لاعب كرة قاعدة أمريكي، ولد في 26 أكتوبر 1873 في بالتيمور في الولايات المتحدة، وتوفي بنفس المكان في 10 فبراير 1926.

## وصلات خارجية
- إد هاي على موقعبيزبول رفرنس.كوم (الدوري الرئيسي) (الإنجليزية)
- إد هاي على موقعبيزبول رفرنس.كوم (الدوري الثانوي) (الإنجليزية)